# Leif-Erik Holm

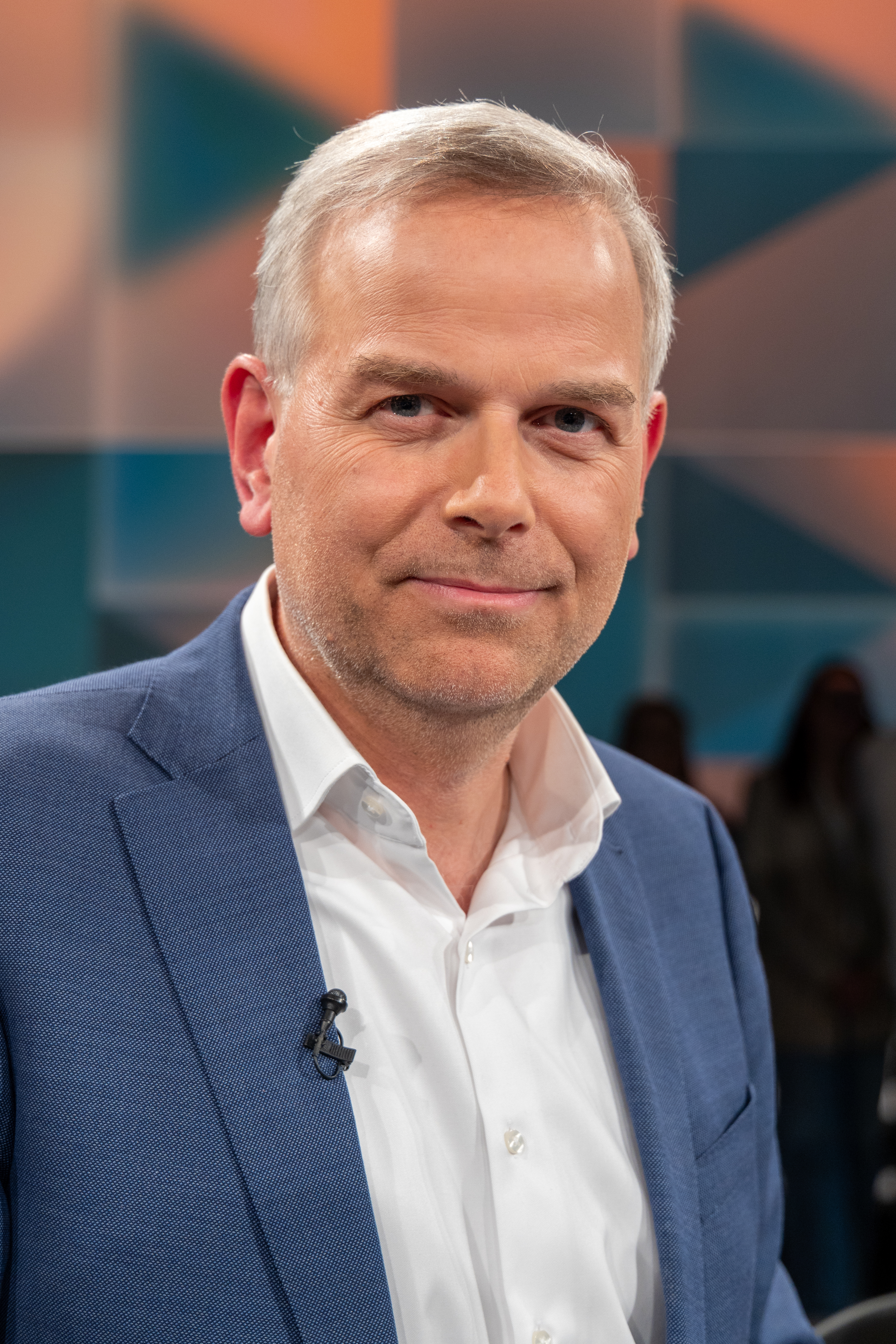
Leif-Erik Holm (2024)

Leif-Erik Holm (* 1. August 1970 in Schwerin) ist ein deutscher Politiker (AfD) und seit 2017 Mitglied des Deutschen Bundestages. Er ist seit 2013 mit einer Unterbrechung im Jahr 2014 einer der Co-Landesvorstandssprecher der AfD Mecklenburg-Vorpommern, war von September 2016 bis Oktober 2017 als Fraktionsvorsitzender Oppositionsführer im Landtag von Mecklenburg-Vorpommern und von 2017 bis 2023 stellvertretender Fraktionsvorsitzender der AfD-Bundestagsfraktion. Holm war auch als Radiomoderator tätig.

## Leben
Leif-Erik Holm stammt aus Klein Trebbow. Sein Vater war Elektrolehrmeister und seine Mutter Kinderkrankenschwester. Nach dem Besuch der Polytechnischen Oberschule in Lübstorf absolvierte er beim Bau- und Montagekombinat (BMK) Industrie- und Hafenbau Stralsund eine Lehre zum Elektromonteur und war auch als solcher tätig. Im Anschluss leistete er Grundwehrdienst bei der Nationalen Volksarmee. Er legte das Fachabitur an der Technischen Hochschule Wismar ab und studierte Volkswirtschaftslehre an der Humboldt-Universität zu Berlin. Das Studium schloss er mit einem Master of Science in Ökonomie ab.
Bereits in seiner Studentenzeit arbeitete er als Radiomoderator und Diskjockey. Seine Karriere als Moderator begann Holm bei Radio MV und dem Norddeutschen Rundfunk. Er moderierte ab 1993 bei Antenne MV. Er ging dann zu Hit Radio FFH in Frankfurt am Main (1999–2006) und als freier Mitarbeiter erneut zu Antenne MV (2006–2013).
Holm ist verheiratet und hat vier Kinder.

## Politik
Leif-Erik Holm trat im Frühjahr 2013 in die Partei Alternative für Deutschland ein und wurde ein knappes Jahr später zum Landesvorsitzenden des Landesverbandes Mecklenburg-Vorpommern gewählt. Er war Spitzenkandidat seiner Partei für Mecklenburg-Vorpommern bei der Bundestagswahl 2013, bei der die Partei im Land 48.885 Stimmen und damit 5,6 Prozent der Zweitstimmen erhielt. Danach war er im Berliner Büro der AfD-Europaabgeordneten Beatrix von Storch als Büroleiter tätig. Er schied Anfang 2014 aus dem Landesvorstand aus und wurde im November 2014 zusammen mit Matthias Manthei erneut an die Spitze des AfD-Landesverbandes gewählt.

### Mitglied des Landtags Mecklenburg-Vorpommern (Oktober 2016 bis November 2017)
Leif-Erik Holm war vom 4. Oktober 2016 bis 30. November 2017 Mitglied des Landtags Mecklenburg-Vorpommern.
Zur Landtagswahl in Mecklenburg-Vorpommern 2016 trat er als Spitzenkandidat der AfD an. Seine Kandidatur als Direktkandidat im Landtagswahlkreis Nordwestmecklenburg II war erfolglos. Er zog über die Landesliste in den Landtag von Mecklenburg-Vorpommern ein.
Gegen die Wahl Holms wurden fünf Einsprüche bei der Landeswahlleiterin eingereicht, wobei Holm vorgeworfen wurde, seinen Hauptwohnsitz nicht wie gefordert mindestens drei Monate vor der Wahl nach Mecklenburg-Vorpommern verlegt zu haben. Die Ostsee-Zeitung berichtete dazu im November 2017, das Innenministerium sei nach einer Anhörung der Meldebehörde des Amtes Lützow-Lübstorf zum Ergebnis gekommen, dass Holm „in dem für die Landtagswahl maßgeblichen Zeitraum seine alleinige Wohnung in Mecklenburg-Vorpommern“ gehabt habe. Der Landtag Mecklenburg-Vorpommerns wies im Anschluss die Wahleinsprüche in diesem Zusammenhang einstimmig zurück.
Holm war bis Ende November 2017 noch Mitglied des Landtages von Mecklenburg-Vorpommern und übte somit einen Monat lang ein Doppelmandat aus. Er wollte die Sondierungsgespräche der regierungsbildenden Parteien abwarten, bevor er sein Landtagsmandat abgab.

### Mitglied des Deutschen Bundestags (seit September 2017)
Holm ist seit September 2017 Mitglied im 19. Deutschen Bundestag.
Ende Dezember 2016 erklärte Holm in einem NDR-Radiointerview, dass er nicht für den Bundestag kandidieren wolle. „Die Bürger haben uns nicht hier ’reingewählt, um nach einem Jahr wieder von der Fahne zu flüchten“. Im Januar 2017 erklärte er, er wolle nun doch für den Bundestag kandidieren. Am 25. Februar 2017 wurde Holm auf einem Landesparteitag der AfD in Sparow auf den Listenplatz 1 der AfD Mecklenburg-Vorpommern für die Bundestagswahl 2017 gewählt. Leif-Erik Holm erreichte im Bundestagswahlkreis Vorpommern-Rügen – Vorpommern-Greifswald I von den Erststimmen 19,2 Prozent; Gewinnerin des Wahlkreises war Angela Merkel (CDU) mit 44,0 Prozent der Erststimmen. Holm zog über die Landesliste der AfD, die in Mecklenburg-Vorpommern 18,6 Prozent der Zweitstimmen erhielt, in den 19. Bundestag ein. Am 5. Oktober 2017 wurde er als einer von fünf stellvertretenden Vorsitzenden der AfD-Bundestagsfraktion gewählt.
Holm war im 17. Bundestag (2017 bis 2021) ordentliches Mitglied im Bundestags-Ausschuss für Wirtschaft und Energie sowie im Ausschuss für Verkehr und digitale Infrastruktur.
Holm stellte zu Beginn der 17. Legislaturperiode laut Recherchen von Zeit Online Henning Hoffgaard als Büroleiter ein. Hoffgaard war zuvor Fraktionssprecher im Landtag für die AfD Mecklenburg-Vorpommern und Redakteur bei der Wochenzeitung Junge Freiheit.
Holm wurde im Februar 2021 von seinem AfD-Kreisverband Vorpommern-Rügen mit 51 zu 49 Stimmen als Kandidat für die Wahl zum 20. Deutschen Bundestag im Jahr 2021 gewählt.
Bei einem Parteitag der AfD Mecklenburg-Vorpommern am 15. Mai 2021 in Kemnitz (bei Greifswald) wurde Holm von den etwas mehr als 270 Stimmberechtigten mit 188 Stimmen zum Spitzenkandidaten für die Bundestagswahl 2021 gewählt. Holm zog wieder über die Landesliste in den Bundestag ein. Bei der Neuwahl des Fraktionsvorstands zur Mitte der Legislaturperiode unterlag Holm am 10. Oktober 2023 bei der Wahl zum stellvertretenden Fraktionsvorsitzenden Stefan Keuter.
Bei der Bundestagswahl 2025 kandidierte Holm erstmals im Bundestagswahlkreis Schwerin – Ludwigslust-Parchim I – Nordwestmecklenburg I und errang mit 35,9 % der Stimmen das Direktmandat gegen den Zweitplatzierten Dietrich Monstadt (CDU, 20,9 % der Erststimmen) und der Drittplatzierten Reem Alabali-Radovan (SPD, 20,1 % der Erststimmen).

### Oberbürgermeisterwahl Schwerin 2023
Holm kandidierte 2023 bei der Wahl zum Oberbürgermeister in Schwerin. Im ersten Wahldurchgang am 4. Juni erhielt Holm 27,4 Prozent, in der Stichwahl am 18. Juni 2023 dann 32,2 Prozent der Stimmen und unterlag gegen den Amtsinhaber Rico Badenschier (SPD).